# Shoot from the Hip
 (mars 2024).
Si vous disposez d'ouvrages ou d'articles de référence ou si vous connaissez des sites web de qualité traitant du thème abordé ici, merci de compléter l'article en donnant les références utiles à sa vérifiabilité et en les liant à la section « Notes et références ».
Albums de Sophie Ellis-Bextor
Read My Lips
(2001) Trip the Light Fantastic
(2007)
Singles
1. Mixed Up World
Sortie : 13 octobre 2003
2. I Won't Change You
Sortie : 22 décembre 2003

Shoot from the Hip est le deuxième album studio de la chanteuse britannique Sophie Ellis-Bextor. Il est sorti le 27 octobre 2003 au Royaume-Uni.